# Czechosłowacja na Letnich Igrzyskach Paraolimpijskich 1972
Czechosłowację na Letnich Igrzyskach Paraolimpijskich 1972 w Heidelbergu reprezentowało przynajmniej 18 zawodników (w tym pięć kobiet) w dwóch dyscyplinach.
Był to debiut ekipy Czechosłowacji na igrzyskach paraolimpijskich (zarówno na letnich jak i zimowych, w których pierwszy raz wystartowali w 1976 roku). Jedyny medal dla tego kraju zdobyła lekkoatletka o nazwisku Chmelova.

## Zdobyte medale
| Medal | Zawodnik | Dyscyplina    | Konkurencja                 |
| ----- | -------- | ------------- | --------------------------- |
| Brąz  | Chmelova | Lekkoatletyka | pchnięcie kulą 1B (kobiety) |

## Wyniki

### Lekkotletyka
Mężczyźni
- Bartosek
  - rzut dyskiem 4 (23. miejsce)
  - rzut oszczepem 4 (12. miejsce)
  - pchnięcie kulą 4 (18. miejsce)
- Bulej – rzut oszczepem na precyzję (14. miejsce)
- Doskocil
  - rzut dyskiem 4 (26. miejsce)
  - rzut oszczepem 4 (20. miejsce)
  - pchnięcie kulą 4 (10. miejsce)
- Dvoracek
  - rzut dyskiem 4 (24. miejsce)
  - rzut oszczepem 4 (14. miejsce)
  - pchnięcie kulą 4 (24. miejsce)
- Kostejn
  - 100 m na wózkach 3 (39. miejsce)
  - rzut dyskiem 3 (25. miejsce)
  - rzut oszczepem 3 (9. miejsce)
  - pchnięcie kulą 3 (11. miejsce)
- Kunik
  - rzut dyskiem 5 (26. miejsce)
  - rzut oszczepem 5 (9. miejsce)
  - pchnięcie kulą 5 (11. miejsce)
- Lenhart
  - pięciobój 4 (11. miejsce)
  - rzut oszczepem na precyzję (20. miejsce)
- Machacek
  - rzut oszczepem na precyzję (51. miejsce)
  - rzut dyskiem 5 (14. miejsce)
  - rzut oszczepem 5 (19. miejsce)
  - pchnięcie kulą 5 (14. miejsce)
- Maly
  - rzut dyskiem 3 (27. miejsce)
  - rzut oszczepem 3 (19. miejsce)
  - pchnięcie kulą 3 (28. miejsce)
- Mayerhofer
  - rzut dyskiem 3 (23. miejsce)
  - rzut oszczepem 3 (20. miejsce)
  - pchnięcie kulą 3 (23. miejsce)
- Misik
  - 100 m na wózkach 2 (16. miejsce)
  - rzut dyskiem 2 (25. miejsce)
  - rzut oszczepem 2 (23. miejsce)
- Simunek
  - 60 m na wózkach 1B (11. miejsce)
  - rzut dyskiem 1B (7. miejsce)
  - rzut oszczepem 1B (4. miejsce)
  - pchnięcie kulą 1B (12. miejsce)
- Ulman
  - rzut dyskiem 2 (19. miejsce)
  - rzut oszczepem 2 (14. miejsce)
  - pchnięcie kulą 2 (15. miejsce)

Kobiety
- Chmelova
  - rzut dyskiem 1B (4. miejsce)
  - rzut oszczepem 1B (4. miejsce)
  - pchnięcie kulą 1B (3. miejsce)
- Cunelova – 60 m na wózkach 1B (odpadła w eliminacjach)
- Lucanova
  - 60 m na wózkach 2 (odpadła w eliminacjach)
  - rzut dyskiem 2 (5. miejsce)
  - rzut oszczepem 2 (5. miejsce)
  - pchnięcie kulą 2 (4. miejsce)
  - rzut oszczepem na precyzję (9. miejsce)
- Stankova
  - 60 m na wózkach 3 (odpadła w eliminacjach)
  - rzut dyskiem 3 (19. miejsce)
  - rzut oszczepem 3 (25. miejsce)
  - pchnięcie kulą 3 (26. miejsce)
  - rzut oszczepem na precyzję (18. miejsce)
- Tvrznikova
  - 60 m na wózkach 3 (odpadła w eliminacjach)
  - rzut dyskiem 3 (13. miejsce)
  - rzut oszczepem 3 (16. miejsce)
  - pchnięcie kulą 3 (20. miejsce)
  - rzut oszczepem na precyzję (10. miejsce)

### Pływanie
- Maly – 50 m stylem klasycznym 3 (odpadł w eliminacjach)
- Mayerhofer – 50 m stylem klasycznym 3 (odpadł w eliminacjach)
- Misik – 25 m stylem klasycznym 2 (odpadł w eliminacjach)